# Guerlesquin
Guerlesquin is een gemeente in het Franse departement Finistère, in de regio Bretagne. De plaats maakt deel uit van het arrondissement Morlaix. Guerlesquin telde op 1 januari 2022 1.259 inwoners.

## Geografie
De oppervlakte van Guerlesquin bedroeg op 1 januari 2022 21,83 vierkante kilometer; de bevolkingsdichtheid was toen 57,7 inwoners per km².

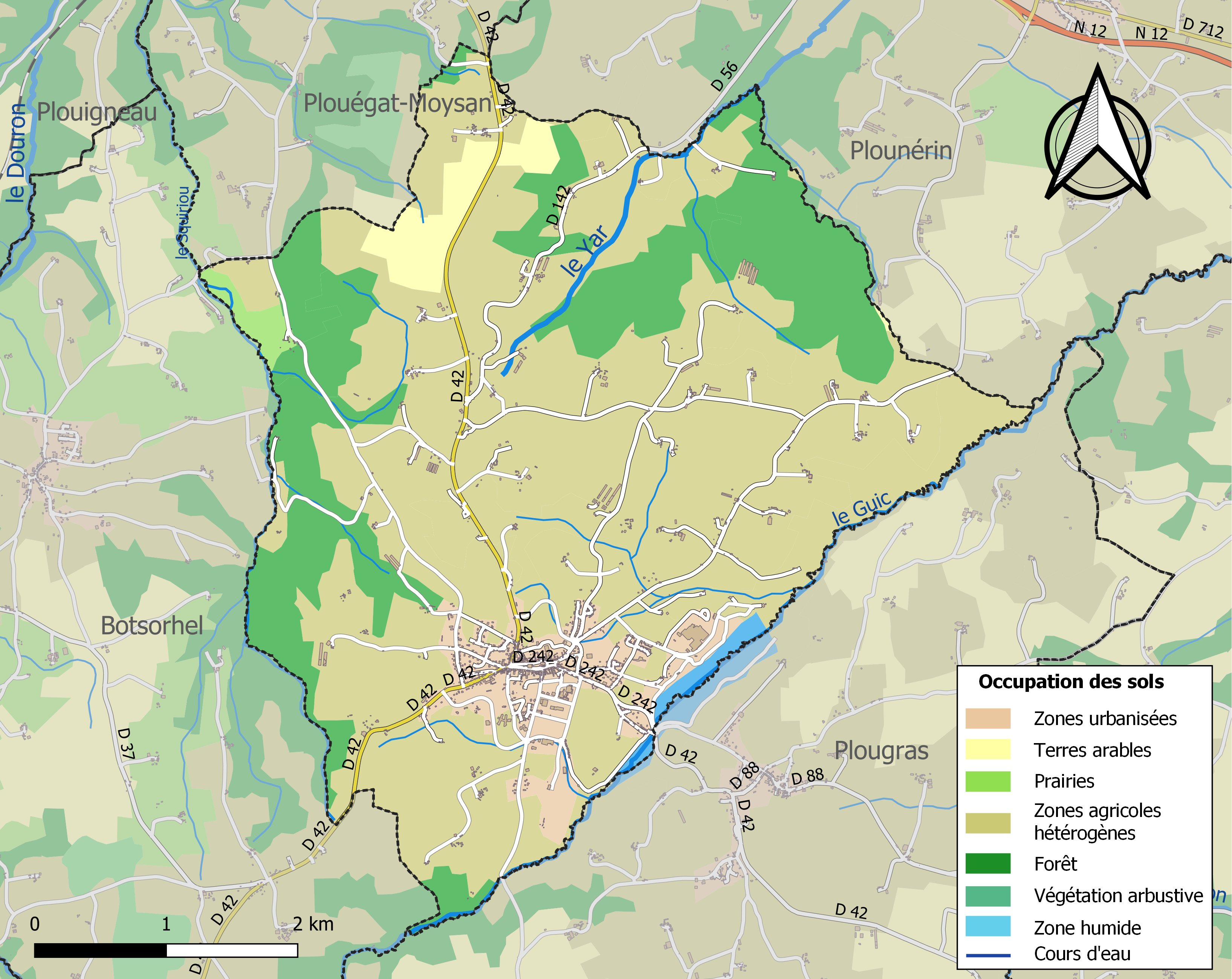
Kaart van de gemeente met belangrijkste infrastructuur, bodemgebruik en omliggende gemeenten

## Demografie
Onderstaande figuur toont het verloop van het inwonertal (bron: INSEE-tellingen).